# カバディ日本代表
カバディ日本代表は、アジア競技大会を始めとする国際大会に出場するカバディの日本代表選手団である。

## 概要
主に大正大学の在学生・卒業生を中心として構成されているが、近年は競技が普及し始め、この構成が少しずつ変わりつつある。
アジア競技大会にはカバディが正式種目となった1990年から出場している。2002年には強豪バングラデシュを破ったものの、最終戦で格下のマレーシアに敗退しメダルを逃した。2010年には初メダルとなる銅メダルを獲得した。2014年の大会では予選3戦全敗し7位に沈んだ。

## アジア競技大会の成績
- 1990年（北京） - 4位（詳細）
- 1994年（広島） - 4位（詳細）
- 1998年（バンコク） - 5位（詳細）
- 2002年（高雄） - 4位（詳細）
- 2006年（ドーハ） - 5位（詳細）
- 2010年（広州） - 銅メダル（詳細）
- 2014年（仁川） - 7位（詳細）
- 2018年（ジャカルタ／パレンバン） - 7位（詳細）

## ワールドカップの成績
- 2004年（インド・ムンバイ） - 準々決勝敗退（詳細）
- 2007年（インド・パンヴェル） - 3位（詳細）
- 2016年（インド・アーメダバード） - グループリーグ敗退（詳細）

## 歴代選手
- 新田晃千
- 山岸勇大
- 井藤光圭
- 松橋耕二
- 高野一裕
- 櫛笥亮恵
- 高橋弘実
- 長島崇道
- 下川正將 - 男子カバディ日本代表現キャプテン
- 河野貴光[2]
- 澤津慎
- 阿部哲朗
- 松本圭祐